# Perlan
Perlan (česky Perla) je stavební památka ve hlavním městě Islandu, Reykjavíku, na kopci Öskjuhlíð, kde byly desítky let před tím zásobníky horké vody. Je vysoký 25,7 metru. Navrhl jej Ingimundur Sveinsson. Jeho výstavbu podporoval především bývalý starosta Reykjavíku Davið Oddsson. V roce 1991 došlo k rekonstrukci rezervoárů horké vody a byla na ně umístěna prosklená kopule.
V budově se nachází obchod, Perlan Muzeum, suvenýry, kavárna a restaurace. Čtvrté patro poskytuje z venkovního ochozu výhled do okolí stavby. Nachází se zde celkem šest panoramatických teleskopů s popisky v pěti jazycích. 

## Perlan Museum
2. července 2017 byla ve vypuštěné nádrži na vodu otevřena první umělá ledovcová jeskyně na světě. 